# Adonisea viridens
Adonisea viridens là một loài bướm đêm trong họ Noctuidae.